# 질병

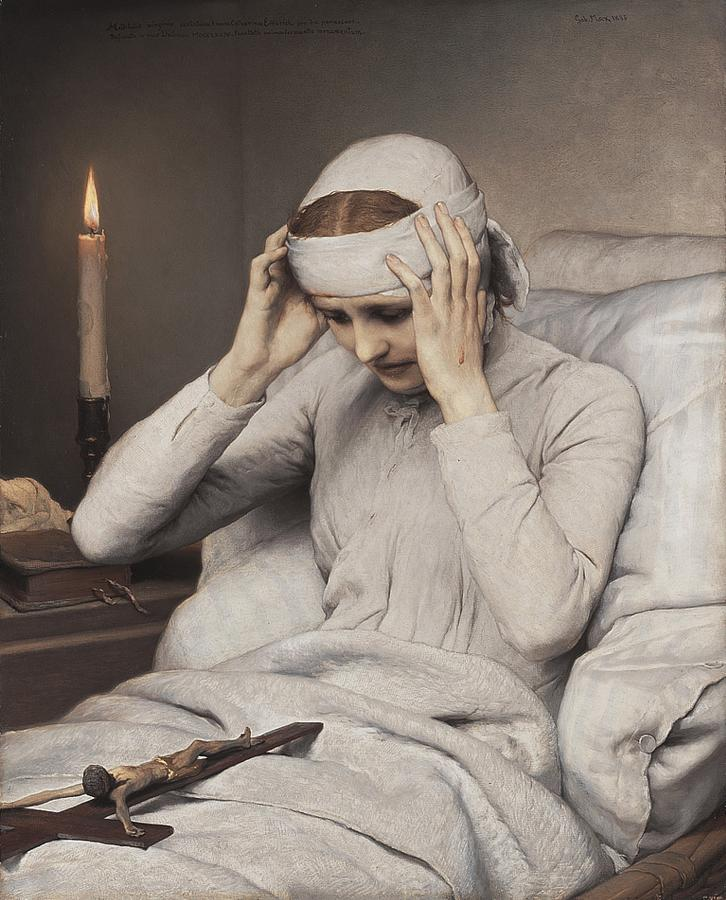

질병(疾病, disease)이란 인간을 비롯한 생물체의 신체적, 정신적 기능이 비정상적으로 된 상태를 일컫는다.
인간에게 있어서 질병이란 넓은 의미에서는 극도의 고통을 비롯해 스트레스, 사회적인 문제, 신체기관의 기능 장애와 죽음에까지를 포괄한다. 물론 질병이란 꼭 개인만에 한정되는 것이 아니어서 사회적으로 큰 맥락에서 이해되기도 한다. 더 넓게는 사고나 장애, 증후군, 감염, 행동 장애 등을 모두 나타낼 수 있다. 질병의 종류에는 약 30000가지 정도가 있다고 한다. 노환(老患)은 노쇠해서 생긴 병을 말한다.

## 용어
대부분의 경우 질병(disease), 질환(illness)과 병(sickness)은 구별없이 혼용된다. 그러나 상황에 따라 특정 단어가 선호되는 상황이 있을 수 있다.
질병(disease)은 생물학적 차원의 개념으로 병리학 혹은 생리학의 관점에서 생체내의 구조적, 기능적 변화가 의학적으로 정의될 수 있는 상태를 의미한다. 심신의 전체 또는 일부가 일차적 또는 계속적으로 장애를 일으켜서 정상적인 기능을 할 수 없는 상태이다.
질환(illness)은 개인적, 사회심리적 차원의 개념으로 환자의 개인적인 질병 경험을 의미. 몇 개의 서로 다른 질병들이 동일한 질환을 야기할 수도 있고, 하나의 질병이 여러 개의 질환을 야기할 수도 있음,
병행동(illness behavior)은 "어떤 통증, 불쾌, 혹은 그 외의 기능부전의 증상을 인지하는 사람에게서 증상이 지각되고, 평가되고, 작동하는 방식"으로 정의된다.
병(sickness)은 질병을 가진 개인이 나타내는 사회적 기능이상으로 정의된다.

## 질병 감염
인플루엔자 같은 질병은 전염성이 있어서 전염병으로 따로 규정하곤 한다. 이런 질병의 경우에는 호흡만으로도 전염되기도 하며 곤충이 물거나 다른 질병의 매개체 때문에 전염되기도 한다. 이런 경우에는 물이나 음식을 통해서도 번질 수 있다. 하지만 이런 경우에는 현대 사회의 발달과 보건위생 관념이 증진되면서 많은 경우에 예방이 가능하다. 암이나 심장병은 대개 예외가 많이 있지만 감염되어 발병한다고 보기도 한다.

## 질병의 사회적 정의
질병과 함께 산다는 것은 쉽게 받아들이기 어려운 일이다. 질병이라는 상태를 정의하는 데 사회적, 경제적 함의를 빼놓고서는 생각할 수 없다. 논쟁의 여지가 아직도 존재하고는 있지만 각국의 정부에 따라 즉, 보건에 대한 관념의 고저에 따라서 발병률은 천차만별이기도 하다. 노화에 대해서도 질병의 범주에 넣으려고 하기도 하지만 이러한 정의는 아직까지 널리 수용되지는 못하고 있다. 질병은 소득불평등을 말해주는 지표이기도 하다. 배재대학교 사회학과 이미숙 교수는 “교육수준 및 소득수준과 같은 사회적 불평등 요인이 건강에 영향을 미치는 결과를 살펴보면 교육과 소득 수준이 높을수록 정신건강수준, 기능적 건강수준, 의료적 건강수준이 높은 것으로 나타났다”라고 비판했다.

## 난치병
난치병(難治病, 희귀난치성질환)은 치료가 어려운 질병들을 통틀어서 이르는 말이다. 
여기에 해당하는 질병은 대부분 원인 불명인 경우가 많으며, 또한 명확한 치료법이 확립되어 있지 않아 완치가 어렵다. 대한민국에서는 발병률이 높은 100여 가지의 난치질환을 파악하여 국민건강보험을 적용시키고 있으나 전체적으로 얼마나 많은 질병이 있는지 파악을 하지 못하고 있는 상태다. 
대표적인 질환으로는 고셔병, 조로증, 근위축성 측색 경화증, 알츠하이머병 등이 있다. 넓은 의미로는 평생 식이요법, 운동요법이나 약제 등의 방법으로 현상유지가 필요한 고혈압, 당뇨병, 후천면역결핍증후군와 같은 만성질환도 포함된다.

## 불치병
불치병(不治病)은 현대의 의학 기술로는 고치기 불가능한 질병들을 통틀어서 이르는 말이다.
난치병은 치료가 가능하긴 하지만 고치기가 어려운 질병들을 일컫는다. 그와 다르게 불치병은 현대의 의학 기술로는 고치기가 불가능한 질병들을 일컫는다.
대표적인 질환으로는 예후가 안 좋은 암인 교모세포종, 악성중피종, 미분화 갑상선암(역형성 갑상선암) 등이 있다. 넒은 의미로는 모두에게 잘 알려진 알레르기, 수많은 사람들을 스트레스로 몰아넣는 천식과 비염같은 질환도 포함된다.

## 같이 보기
- 질병 목록
- 어린이 질병